# Margarethe Stern

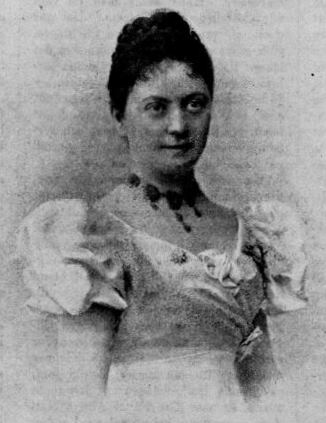
Margarethe Stern

Margarethe Stern, född Herr 25 november 1857 (enligt vissa källor 1855) i Dresden, död där 4 oktober 1899, var en tysk pianist. Hon var från 1881 gift med Adolf Stern.
Stern var yngsta dotter till den sachsiske kammarmusikern, fagottisten vid hovoperan i Dresden Ernst Herr. Hon erhöll sin första musikutbildning av Adolf Reichel, och efter att denne avflyttat till Bern, av den sachsiske hovpianisten Karl Krägen. Efter att det visat sig, att den sistnämnde ej förmådde utveckla den unga flickans talang, fick hon lyckan att få vara lärjunge till Franz Liszt i Weimar och Clara Schumann i Berlin. 
Stern gav hösten 1875 sin första självständiga konsert i födelsestaden med biträde av kungliga kapellet. Hon gjorde därefter framgångsrika konsertframträdanden i alla större tyska städer, 1883 i de ryska östersjöprovinserna och 1885 i Danmark. I samband sistnämnda framträdande uppträdde hon även i Lund. Vid ett besök i Stockholm 1891 tilldelades hon medaljen Litteris et Artibus. År 1893 blev hon kunglig kammarvirtuos i Sachsen. 
Maken skrev om henne boken Margarethe Stern, ein Künstlerinnenleben (1901).